# 화성 (음악)

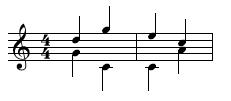

화성(和聲, 영어: harmony)은 음악 속에서 화음이 연속함으로써 생기는 음향의 시간적 흐름이다. 화음을 연속시키는 방법에 대한 연구를 화성법(和聲法) 또는 화성학(和聲學)이라 한다.
화성법은 시대에 따라 여러 변천을 거쳐 왔으나, 가장 이론적(理論的)으로 집약된 것이 18세기부터 19세기 말까지를 지배한 '기능화성법(機能和聲法)'이다. 그러므로 보통 화성법이라고 할 때는 이 기능화성법을 의미하는 경우가 많으며, 그 밖에는 '어느 시대의 화성법'이나 '어느 작곡가의 화성법'이라고 한다.

## 화성법에서의 용어

### 화음
화음은 서로 음 높이가 다른 음이 동시에 수직적으로 울렸을 때 생기는 음들이다.
화음은 각각 3가지가 있으며 T(토닉, Tonic), SD [또는 S] (서브 도미넌트, Sub Dominant), D(도미넌트, Dominant)가 있다. T과 D는 음악의 가장 기본적인 뼈대를 구성하며 S는 기본적인 뼈대와는 다른 색채를 가진다. Tonic은 음계의 가상 으뜸음을 중심으로 형성된 으뜸화음(I)이다.
어떤 화음이 어울리고 어떤 화음이 어울리지 않느냐를 설명하는 이론으로 배음 이론 등이 있다.

### 선율
선율은 화음과는 다르게 수평으로 각기 다른 음들이 진행하는 것을 말한다.

### 조성
음악에 쓰이는 화성이나 멜로디가 하나의 음 또는 하나의 화음을 중심으로 하여 일정한 음악관계를 가지고 있을 경우, 이 음악을 조성(調性 tonality)이 있는 음악이라고 한다. 따라서 조성이란 음악이 경과하는 속에서 볼 수 있는 음 현상이며, 중심이 되는 음과 화음의 지배가 그 음악에 있느냐 없느냐에 따라 그 음악의 조성이 있느냐 없느냐가 결정된다. 그리고 그 같은 중심이 되는 음을 '으뜸음(主音)', 화음을 '으뜸화음(主和音)'이라 한다. 예를 들어 다장조라 하면 다음을 으뜸음으로 한 장음계로써 단적으로 나타낼 수 있다. 그리고 음계를 바탕으로 하여 작곡하면 다음을 으뜸음으로 한 조성을 가지는 음악을 만들기 쉽다.

### 같이가기(병행)
화성 진행에서는 각 성부의 독립이라는 것이 중요시된다. 화성의 실습은 보통 4개의 성부로 하는데, 이들은 음넓이가 높은 성부로부터 차례로 소프라노·알토·테너·베이스라 불린다. 이와 같이 배치된 화성을 4성체(四聖體)라고 한다. 그러나 4성체가 참된 4성체이기 위해서는 4성이 그 진행에 있어서 서로 독립하여야 하며, 혼동되지 않음을 조건으로 한다. 따라서 성부진행의 독립성이 간섭받는 것은 다성부(多聲部) 텍스처의 본질에 어긋나기 때문에 금지되고 있다.
같이가기 1도(병행 1도, 騈行 一度)2개의 성부가 아주 똑같은 음으로 진행할 때이며, 그것은 사실상 2개의 성부가 아니라 하나의 성부로서 울린다.
같이가기 8도(병행 8도, 騈行 八度)2개의 성부가 8도(옥타브)로 진행하는 경우이나, 옥타브의 진행은 실제로는 동일음의 진행과 마찬가지로 한 성부의 진행처럼 울린다.
같이가기 5도(병행 5도, 騈行 五度)2개의 성부가 5도의 간격으로 진행하는 것이다. 이것은 같이가기 1도, 8도만큼 두 성부의 융합 정도가 강하지 않다고는 하지만, 5도라고 하는 극히 자연배음적(自然倍音的)으로 관계가 깊은 음정이므로 두 성부의 완전한 독립이 방해된다.
이상과 같이 성부진행의 독립성이 방해되는 음정으로 진행하는 것은 기능화성에서는 금지되고 있다. 그러나 실제의 음악작품에서는 한 멜로디에 많은 악기가 같은 음 또는 옥타브로 겹쳐지는 일이나, 혼성 4부합창에서도 두 성부 이상이 똑같이 겹쳐지는 일은 흔히 있는 일이다. 그것은 그 멜로디를 특히 강조하기 위한 것으로, 말하자면 화성진행원칙의 역응용이라 하겠다. 그러나 같이가기 5도는 같은 음이 아니므로 멜로디의 강조에는 적절하지 않아 보통은 쓰이지 않는다. 따라서 같이가기 1도, 8도가 금지되는 것은 4성체로 학습되는 기능화성의 기초원리에서만이다.

### 마침꼴(종지)
하나의 음계 속에 생기는 Ⅰ에서부터 Ⅳ까지의 화음은 각각 자기 기능에 따라 일정한 법칙으로 연결된다. 이 연결의 법칙을 마침꼴(종지형, 終止形, cadence)이라고 한다. 화음은 기능적으로 보아 연결하여도 좋은 화음과 연결하면 부자연스러운 효과를 낳는 화음이 있다. 후자는 D기능의 화음에서 S기능의 화음으로의 연결이다. D기능의 화음은 T기능의 화음으로 진행하려고 하는 힘이 강하므로, 이 화음 다음에 의당 T기능의 화음을 예감하게 하지만 그 다음에 S기능의 화음을 연결하는 것은 사람들에게 어떤 위화감(違和感)을 가지게 하여 부자연스런 느낌을 준다. 따라서 특수한 표현효과를 의도하였을 경우 이외에는 이 연결은 쓰이지 않으며, 화성이론에서는 금지하고 있다. 도표는 T, D, S기능의 가능한 연결을 화살표로 표시하고 있다. 따라서 마침꼴의 정형은 T→S→T, T→D→T, T→S→D→T의 3종이다. 기능화성으로 되는 음악에서는 이 3종의 마침꼴을 다양하게 구성하고, 여기에 동일 기능으로서 대리화음을 써서 다채로운 음향을 낳게 한다. 음악엔 문장과 같이 구두점(句讀點)에 상당하는 것이 있다. 앞서 말한 마침꼴의 정형(定型)이 이에 해당하는 것이나, 특히 문장의 구두점에 해당하는 T화음으로 진행하는 방식 중에서 대표적인 것엔 '바른마침(完全終止)', '거짓마침(僞裝終止)', '벗어난마침(敎會終止)' 등의 명칭이 붙어 있다. 바른마침, 거짓마침은 D→T의 마침이며, 앞의 것은 Ⅴ7→Ⅰ, 뒤의 것은 V7→Ⅵ의 화성이 쓰인다. 거짓마침이라 함은Ⅰ의 대리로 Ⅵ이 쓰이므로 어느 정도 불만족스러운 마침을 하기 때문에 이렇게 부른다. 또 그 이름이 나타내듯이 곡의 맨 끝에 쓰이는 일은 아주 드물며, 도리어 곡의 중간에서 완전히 끝났다는 느낌을 주지 않기 위하여 쓰인다. 벗어난마침이란 바른마침 뒤에 S(Ⅳ)→T(Ⅰ)의 화성을 더한 것이다. 이것은 교회음악의 맨 끝에서 아멘을 부를 때 이 화성이 쓰이므로 교회마침이라 하며, 또한 아멘마침이라고도 한다. 앞서 말한 것 외에 반마침(半終止)이라는 것이 있다. 이것은 T화음으로 끝나지 않고, D화음(Ⅴ)으로 끝나는 경우를 말한다. 물론 곡의 도중에서만 쓰이게 되므로, 문장에서 말하면 쉼표(,)에 해당하는 것이다. 따라서 반마침의 화음은 반드시 Ⅴ만으로 한정되어 있는 것이 아니어서 Ⅳ 또는 Ⅱ의 화음도 때때로 쓰인다.

### 조바꿈
어느 정도의 길이를 갖는 음악작품이 처음부터 끝까지 같은 조로 쓰인 일은 거의 없다. 왜냐하면 이러한 구성의 곡은 음향적 통일은 있어도 변화, 대조라고 하는 음악뿐 아니라 예술 일반의 근본원리가 결여되어 있기 때문이다. 이와 같은 경우 통일이라기보다 도리어 단조롭다고 하겠는데, 다양한 것이 있고서야 비로소 통일이 성립되는 것이다. 따라서 음악작품은 어떤 한 조로 시작하여 다른 조로 이행(移行)하고, 다시 처음의 조로 돌아오는 것을 일반원칙으로 하고 있다. 이와 같이 다른 조로 이행하거나 그 조에서 다시 맨 처음 조로 이행하는 것을 조바꿈(전조:轉調)이라 한다.

### 기능화성법
기능화성법(機能和聲法)은 18세기부터 19세기 말까지를 지배한 화성법이며, 여기서는 장음계, 단음계 위에 3도를 겹침으로써 생기는 3화음을 모두 그 작용, 즉 기능으로써 파악할 수 있기 때문에 이렇게 불린다. 3화음의 기능이란 3화음이 서로 관련되는 가운데서 가지고 있는 역할이나 기능이다. 그것은 토닉(T, Tonic), 도미난테(D, Dominante), 서브도미난테(S, Subdominante)로 표시되며, 으뜸화음이 T기능, 딸림화음이 D기능, 버금딸림화음이 S기능을 가지고 있다(주요 3화음 항목 참조). 그리고 다른 3화음은 모두 이 T, D, S의 기능 중 어느 하나를 띠고 있다는 점에서 으뜸화음, 딸림화음, 버금딸림화음의 대리화음으로서 파악되는 것이며, 이 T기능은 D기능, S기능에 대하여 정지점(靜止点)으로서의 작용을 하며, D, S는 T로 가려고 하는 지향성을 가지고 있다. 그리하여 S화음, D화음은 정지점인 T화음으로 향하려고 하는 긴장력을 가지며, 결국 T화음으로 감으로써 그 긴장이 풀려 곡이 끝난다. 결국 음악의 근본원리인 긴장·이완이 여기서 이루어진다. 이 기능화성 이론은 주로 독일의 음악학자 후고 리만(Hugo Riemann, 1849-1919)에 의하여 발전된 것으로, 이상과 같이 해석함으로써 많은 화음이 T, D, S의 3개의 기능으로 집약되며, 이 시대의 화성법의 고찰을 체계화하고 연구 및 실습을 간략화하는 데 중요한 도움이 되는 것이다.

## 같이 보기
- 나타냄말
- 우주의 음악
- 오르가눔
- 조성 (음악)